# Netřeby
Netřeby (Duits: Ohnsorg of Netreba) is een Tsjechische plaats in de gemeente Hřebeč in de regio Midden-Bohemen en maakt deel uit van het district Kladno.
Netřeby telt 41 inwoners (2021).

## Geschiedenis
De eerste schriftelĳke vermelding van het dorp dateert van 1785.

## Galerij

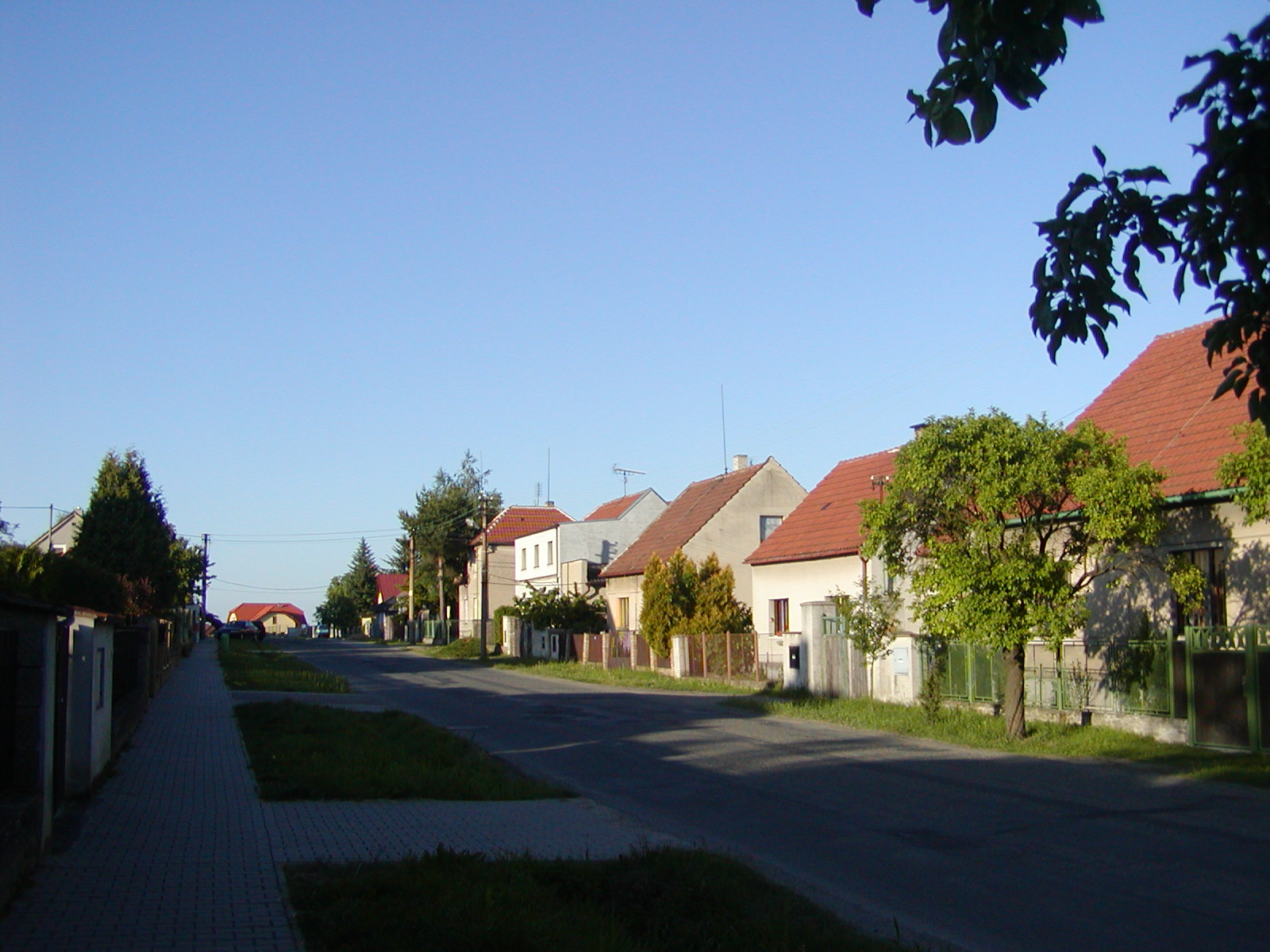
Straat in Netřeby
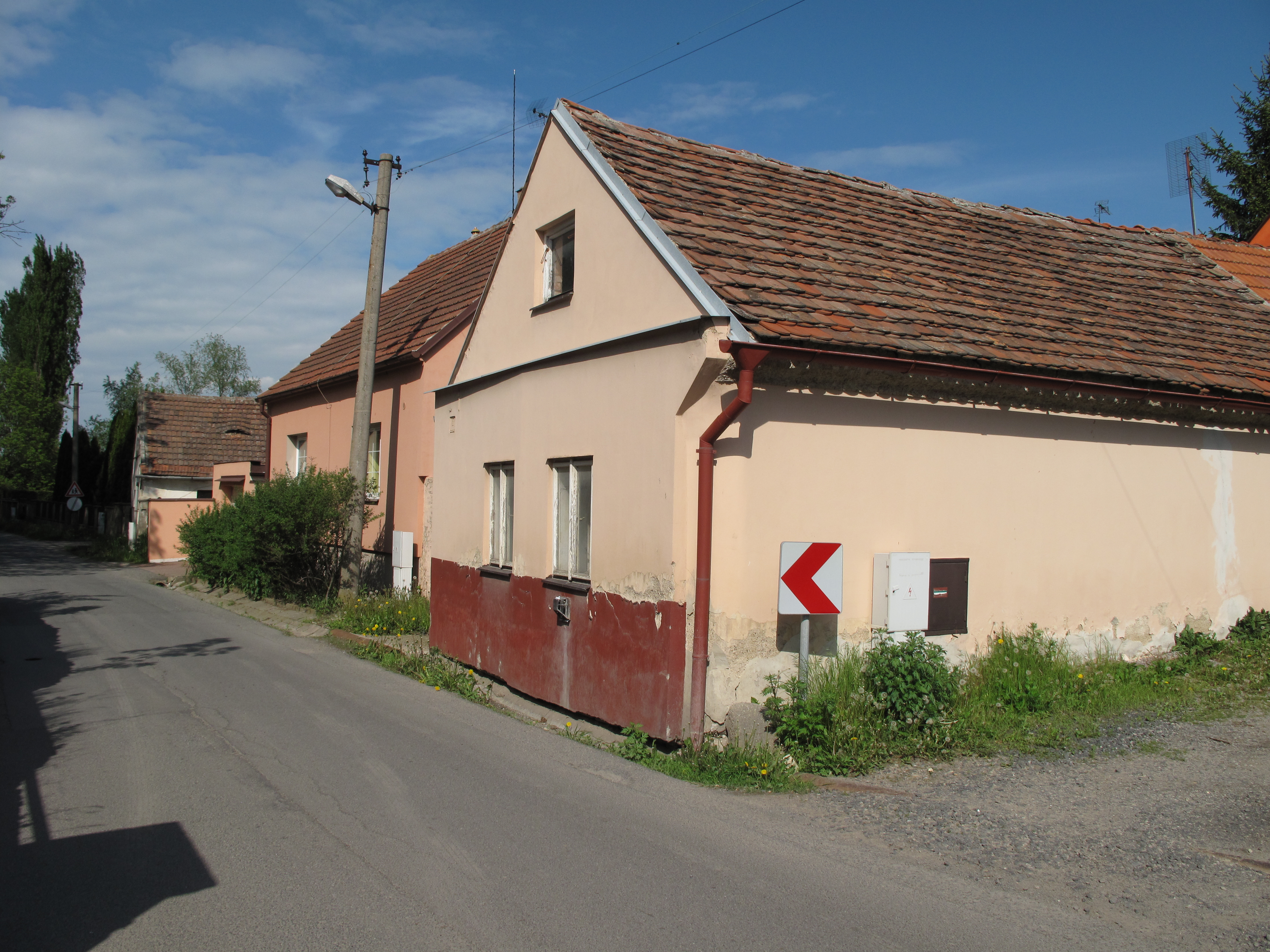
Huizen in Netřeby
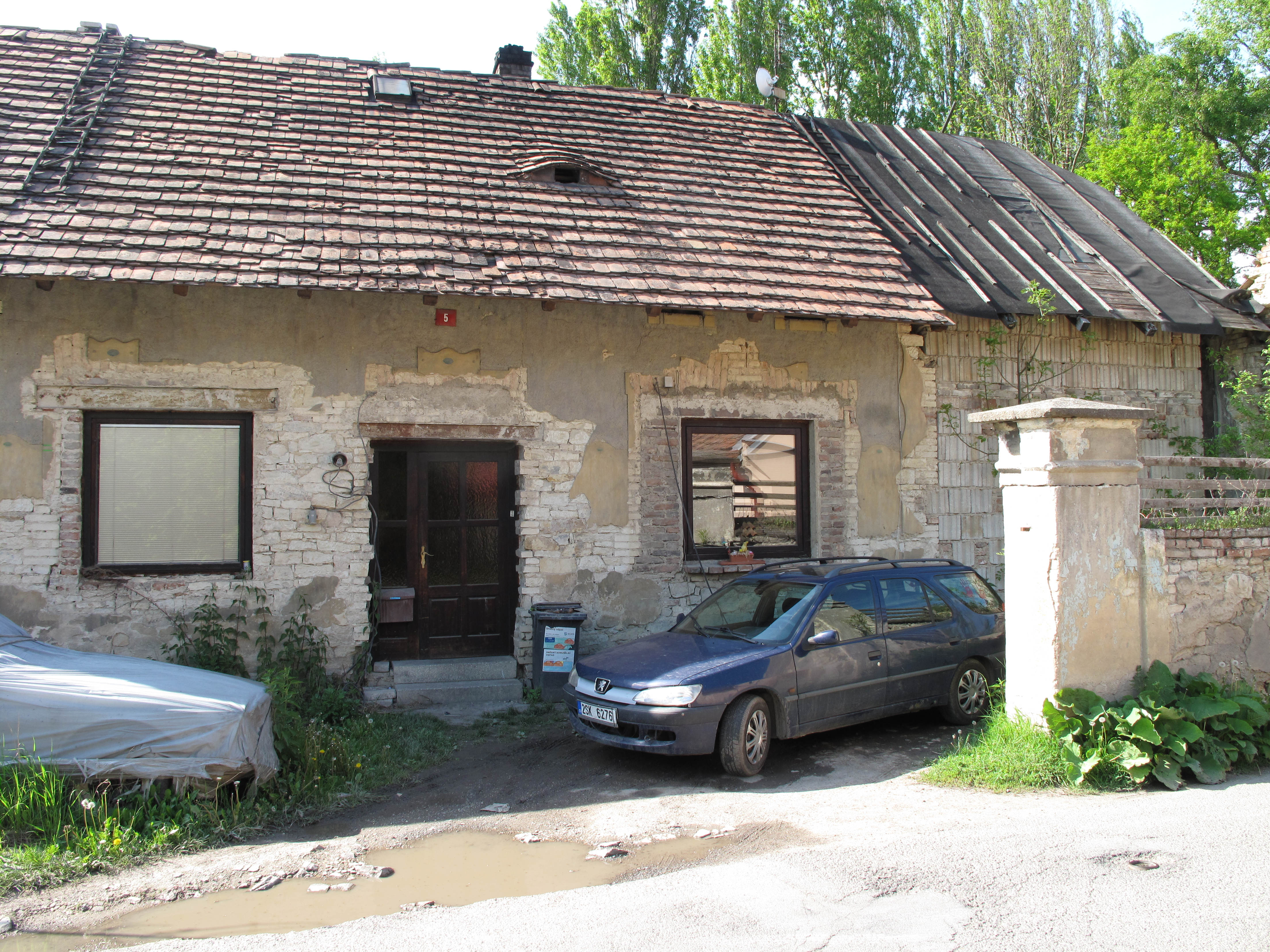
Oude boerderĳ in het dorp
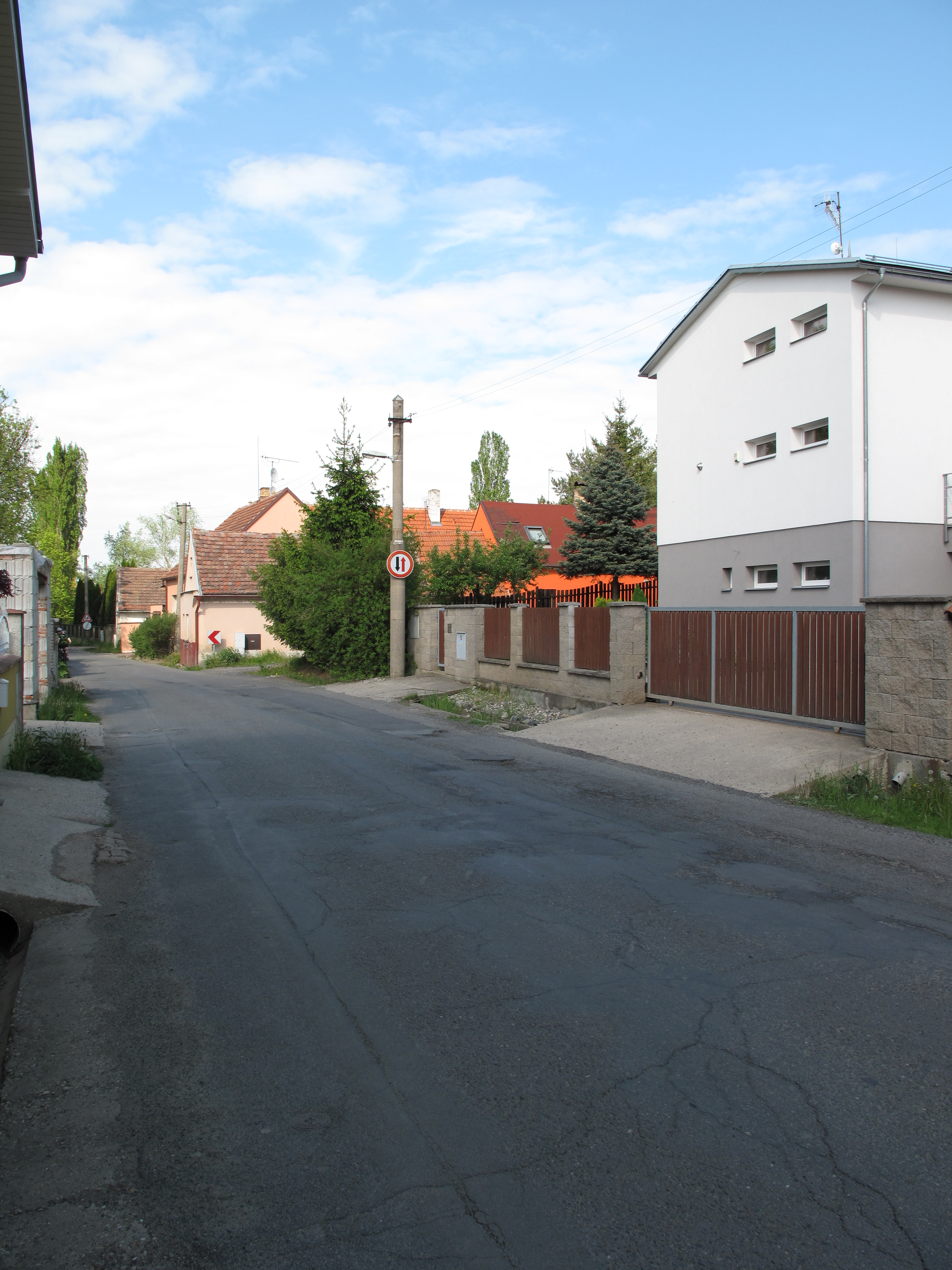
Flatgebouw in het dorp